# Kawasaki Ki-45
De Kawasaki Ki-45 (Japans: 二式複座戦闘機「屠龍」, Ni-shiki fuku-za sentōki, " Tweezits jachtvliegtuig Type 2, Drakenslachter") was een tweemotorige jager die door het Japans Keizerlijk Leger in de Tweede Wereldoorlog werd gebruikt. De geallieerden gebruikten voor dit toestel de codenaam Nick.

## Ontwerp en ontwikkeling
In reactie op de snelle opkomst in Europa van tweemotorige zware gevechtsvliegtuigen zoals de Messerschmitt Bf 110, gaf het leger opdracht tot de ontwikkeling van een tweemotorige, tweezitsjager in 1937 aan de Japanse vliegtuigfabrikanten. Er zaten geen harde eisen aan de opdracht aangezien verschillende facties binnen het leger het niet eens konden worden over het relatieve belang van bewapening, snelheid en manoeuvreerbaarheid.
Als reactie op de specificatie werden drie ontwerpen ingediend bij het luchtvaartbureau. De Nakajima Ki-37, de Kawasaki Ki-38 en de Mitsubishi Ki-39. Omdat Nakajima en Mitsubishi met belangrijkere projecten bezig waren, mochten deze Ki-37 en Ki-39 laten vallen. Onder gezag van Isamu Imashi verliep het ontwerpen van de Ki-38 soepel met de voltooiing van een houten mock-up in oktober 1937.
In december 1937 kreeg Kawasaki instructies om te starten met de ontwikkeling van de Ki-45, een ontwikkeling op de Ki-38 met nieuwe specificaties: een maximumsnelheid van 540 km/u op 3500 m, een werkhoogte tussen de 2000 m en 5000 m, 4:40 minuten vliegen met 350 km/u met 30 minuten gevechtstijd, twee naar voren vurende machinegeweren en een naar achter vurend machinegeweer en twee Nakajima Ha-20b motoren.
Het eerste prototype (serienummer 4501) was af in januari 1939. Proefvluchten waren teleurstellend doordat de grote motoren veel weerstand en te weinig vermogen genereerden. In een poging de weerstand te verminderen werden bij het tweede prototype (serienummer 4502) de nacellen kleiner gemaakt en werden er spinners aangebracht op de propellers. Bij het derde prototype (serienummer 4503) werd het handmatige landingsgestel vervangen door een elektrische variant en werden de spinners verder aangepast.
Ondanks de verminderde weerstand bleef de maximumsnelheid steken op 480 km/u op 4000 km hoogte, ver onder de voorgeschreven specificaties. Ondanks verdere voorstellen tot verbetering vanuit Kawasaki werd het project eind 1939 stilgelegd door het leger in afwachting van beoordeling van de eerste drie prototypen. Zes vliegtuigen werden achtergelaten in verschillende stadia van voltooiing (serienummer 4504 t/m 4509).
In april 1940 kreeg Kawasaki de instructie om Nakajima Ha-25 14-cilinder motoren te installeren op een van de onvoltooide toestellen (serienummer 4508). Deze motor had een kleinere diameter en een groter vermogen. Het toestel, experimenteel verbeterd type 1 Ki-45, was voltooid in juli 1940. De modificatie was een succes met een maximumsnelheid van 520 km/u op 3500 meter. De rest van de onvoltooide prototypen plus twee nieuwe toestellen werden afgebouwd met de nieuwe motoren.
Terwijl het leger bezig was met de beoordeling van het project, kwam Takeo Doi met voorstellen om de vliegeigenschappen te verbeteren en het productieproces makkelijker te maken. Een dunnere romp, herontwerp van de staartvlakken, grotere vleugels, nieuwe nacellen en zwaardere bewapening in de neus met twee 12,7 mm Ho-103 machinegeweren in plaats van 7,7 mm Type 89 machinegeweren. Deze nieuwe variant, de Ki-45 KAI werd in oktober 1940 door het luchtvaartbureau geaccepteerd en het eerste prototype was klaar in mei 1941. Na productie van nog twee prototypen en twaalf voorgeproduceerde toestellen kreeg Kawasaki eind 1941 de opdracht tot massaproductie van de Ki-45 KAI ko (a) in Akashi en Gifu fabrieken.
De Ki-45 II was een voorgestelde doorontwikkeling met twee Mitsubishi ha-112-II motoren, maar werd hernoemd tot Ki-96 toen het luchtvaartbureau besloot het toestel verder te ontwikkelen als eenpersoonsjager.

## Operationeel gebruik
De Ki-45 KAI ko werd als eerste ontvangen in augustus 1942 door de 5de Sentai in Kashiwa, maar de 21ste Sentai in Burma en de 16e Sentai in China waren de eerste eenheden met Ki-45's in oorlogsgebied.
De Ki-45 KAI werd aanvankelijk gebruikt om bommenwerpers te escorteren. De 84ste onafhankelijke compagnie (Dokuritsu Hikō Chutai) gebruikte de nieuwe toestellen in juni 1942 bij aanvallen op Guilin, China, waar ze Curtiss P-40s tegenkwamen, gevlogen door de Flying Tigers. In september van hetzelfde jaar ontmoetten ze ook P-40's in Hanoi met vergelijkbare resultaten. Hierna werd het duidelijk dat de Ki-45 niet opgewassen was tegen eenmotorige jagers in luchtgevechten.
De rol van grondaanvaller ging de Ki-45 beter af. De zware bewapening en beschermde brandstoftanks maakten het toestel populair bij de bemanning.
Het toestel werd vervolgens bij verschillende fronten ingezet in de aanvalsrol, zowel tegen scheepvaart als gronddoelen. In Nieuw-Guinea werd het gebruikt tegen marinedoelen zoals Amerikaanse PT-boten, waarbij het vliegtuig aangepast was met een 37mm-kanon, twee 20mm-kanonnen en optioneel twee 250kg-bommen.
Maar de grootste kracht van de Ki-45 bleek de rol als onderscheppingsvliegtuig.
Gebaseerd hierop werd de Ki-45 KAI hei ontwikkeld, waarbij de offensieve bewapening vervangen werd door een 20 mm HO-3 kanon en een handgeladen 37 mm Type 98-kanon. Later werden ook de motoren vervangen door de meer betrouwbare Mitsubishi Ha-102-motoren. Hoewel de vuurkracht van de Type 98 verwoestend was tegen B-17 Flying Fortress bommenwerpers, konden er over het algemeen maar twee kogels afgevuurd worden bij elke schietactie.
Het volgende type, de Ki-45 KAI hei herstelde het het 20mm-kanon in de buikpositie en plaatste een automatisch 37 mm HO-203-kanon in de neus.
Het toestel leende zich uitstekend voor modificaties aan het front, en een van deze modificaties was het vervangen van de brandstoftank in de romp met twee 12,7 Ho-103 machinegeweren in Schräge Musik configuratie. Omdat deze modificatie erg effectief bleek gaf het luchtvaartbureau de opdracht tot de productie van van een nieuwe variant, de Ki-45 KAI tei, met omhoog vurende 20 mm HO-5 kanonnen. Omdat het toestel ook gebruikt werd bij de verdediging tegen nachtelijke bombardementen, en het gebrek aan radar hierbij een ernstige handicap vormde, besloot het luchtvaartbureau dat de tei's moesten worden uitgerust met centimeterradar in de neus. Vanwege productieproblemen kwam dit niet verder dan één prototype en werd het productiemodel alsnog uitgerust met een Ho-203 kanon in de neus.
De zware bewapening van het vaartuig bleek effectief te zijn tegen de invallen van de B-29 Superfortress die in juni 1944 begonnen. Een Sentai haalde 150 overwinningen, waaronder 8 B-29's. De prestaties waren echter onvoldoende om B-29's tegen te gaan die op grote hoogten vlogen. Modificaties zoals reductie van brandstof, munitie en bewapening werden geprobeerd om de prestaties te verhogen, maar bleken weinig effectief, en op het einde werden vliegtuigen effectief gebruikt om andere vliegtuigen te rammen. Ze werden ook gebruikt bij kamikaze-aanvallen, zoals de aanval op USS Dickerson op 2 april 1945 bij Okinawa. De bevelvoerende officier en 54 bemanningsleden kwamen om het leven toen een Toryu de brug ramde. Een tweede Toryu raakte het voordek en opende een gat van 7m in het dek. De daaropvolgende branden verwoestten het schip.
Drie Ki-45's vielen na de Tweede Wereldoorlog in de handen van communistisch China. In tegenstelling tot de meeste overgenomen Japanse vliegtuigen, die als opleidingstoestellen gebruikt werden, werden de drie Ki-45's in maart 1949 toegewezen aan het 1e squadron van de Combat Flying Group en werden ze gebruikt in gevechtsmissies. Begin jaren 50 werden de Toryus buiten dienst gesteld.

## Varianten
Er is soms verwarring in de verschillende varianten. De onderstaande informatie is gebaseerd op Japans werk, niet op gebruikelijke 'westerse' gegevens. Zelfs de NASM beweert dat de getoonde Ki-45 van het Hei (c) type is, terwijl de Japanse bronnen zou verklaren dat het een Tei (d) type met Schräge Musik bewapening is.
Ki-35
Houten mock-up.
Ki-45
Prototype vliegtuigen, 3 gebouwd.
experimenteel verbeterd Type 1 Ki-45
Gewijzigde modellen met verbeterde Nakajima Ha-25 motoren.
Ki-45 KAI
Prototype vliegtuigen en Pre productie toestellen met twee 7,7 mm Type 89 machinegeweren in de neus, een 20 mm Ho-3 machinekanon in de ventrale positie en een flexibel 7,92 mm Type 89 machinegeweer in de rugpositie
Ki-45 KAI ko (a)
Eerste productieserie met twee 12,7 mm Ho-103 machinegeweren in de neus, een 20 mm Ho-3 machinekanon in ventrale positie en een flexibel 7,92 mm Type 98 machinegeweer in de rugpositie.
Ki-45 KAI otsu (b)
Ombouwversie gebaseerd op de KAI ko machinekanonnen met het 20 mm buikkanon vervangen door een 37 mm type 94 tankkanon. Later werden ook de motoren vervangen door Mitsubishi ha-102 14 cilinder stermotoren.
Ki-45 KAI hei (c)
Versie voor maritieme doelwitten met een 37 mm Ho-203 automatisch kanon in de neus, een 20 mm Ho-3 machinekanon en een 7.92 mm machinegeweer in de rugpositie.
Ki-45 KAI tei (d)
Nachtjager-versie, uitgerust met een 37 mm Ho-203 kanon in neus en twee vaste 20 mm Ho-5 kanonnen in een Schräge Musik opstelling en een 7.92 mm Type 98 machinegeweer in achterste positie.
Deze variant wordt soms ook wel aangeduid als de Ki-45 KAIc in westerse literatuur.
Ki-45 II
Eenzits jager prototype; later opnieuw aangewezen Ki-96 .
Totale productie :
Gifu fabriek:
- 3 Ki-45 prototypen (jan - mei 1939)
- 8 experimenteel verbeterd type 1 Ki-45 prototypes (juli 1940-feb 1941)
- 3 Ki-45 KAI prototypen (aug - okt 1941)
- 12 Ki-45 Kai Pre-productie vliegtuigen (okt - dec 1941)
- 305 Ki-45 KAI ko en KAI tei varianten (jan 1942-sept 1943)

331 totaal
Akashi-fabriek:
- 893 ko, otsu en hei varianten (sept 1942 - juli 1945)
- 477 Ki-45 KAI tei (april - dec 1944)

1370 totaal

## Gebruikers
Japan
- Luchtmacht van het Japans Keizerlijk Leger
  - No. 25 Dokuritsu Hikō Chutai IJAAF
  - No. 71 Dokuritsu Hikō Chutai IJAAF
  - No. 84 Dokuritsu Hikō Chutai IJAAF
  - No. 4 Hikō Sentai IJAAF
  - No. 5 Hikō Sentai IJAAF
  - No. 13 Hikō Sentai IJAAF
  - No. 16 Hikō Sentai IJAAF
  - No. 21 Hikō Sentai IJAAF
  - No. 27 Hikō Sentai IJAAF
  - No. 45 Hikō Sentai IJAAF
  - No. 53 Hikō Sentai IJAAF
  - No. 65 Hikō Sentai IJAAF
  - No. 70 Hikō Sentai IJAAF
  - Akeno leger vliegersopleiding

 China
- Luchtmacht van het Volksbevrijdingsleger

## Overlevende vliegtuigen

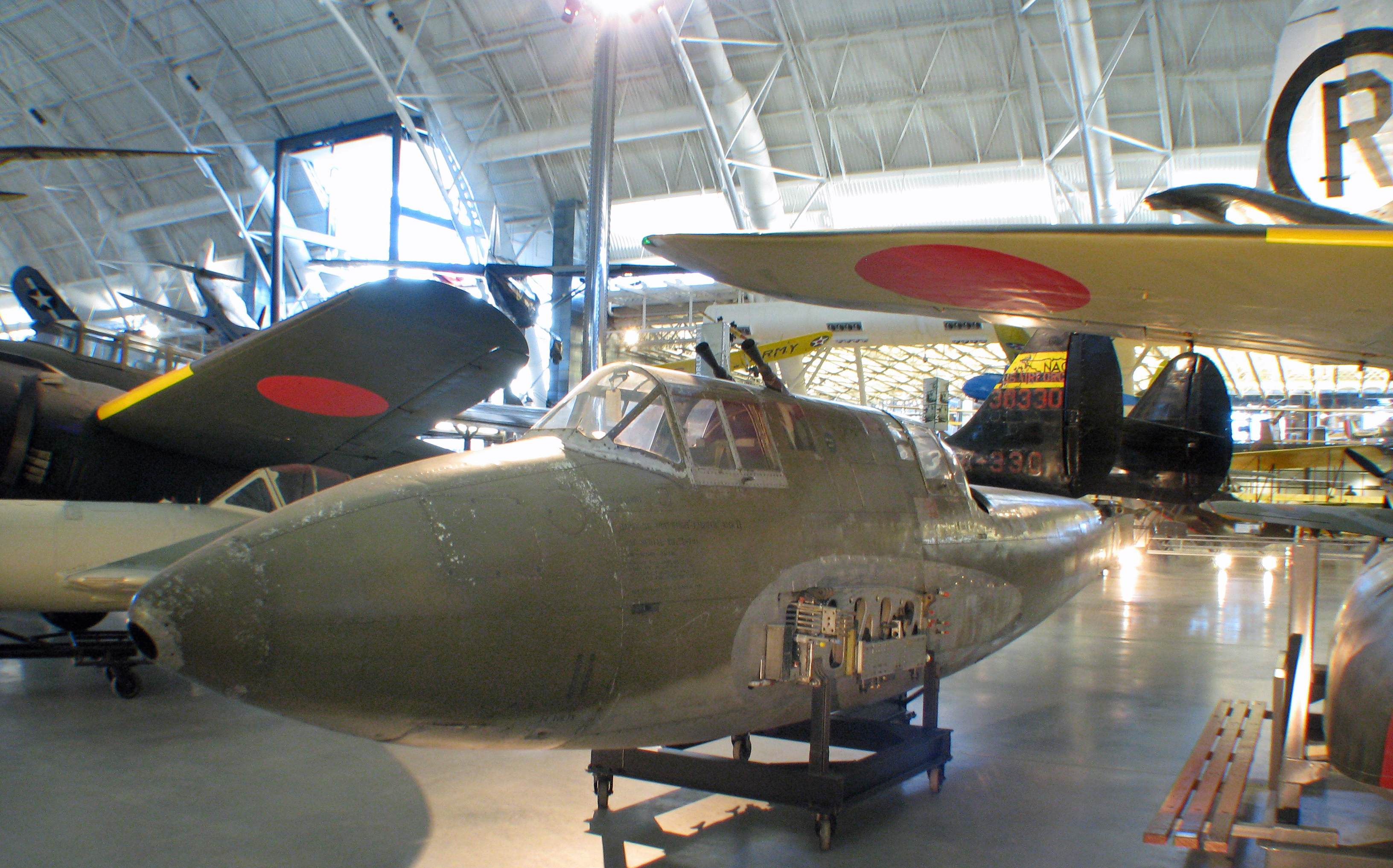
Romp van de enige overgebleven Ki-45 KAI tei die te zien is in het Steven F. Udvar-Hazy Center in Chantilly, Virginia. De Schräge Musik stijl kanonbevestiging zijn te zien achter de cockpit.

Eén Ki-45 KAI tei bestaat nog. Het was een van de ongeveer 145 Japanse vliegtuigen de na de oorlog naar de VS werden gebracht voor evaluatie. Na grondig getest en bestudeerd te zijn schonk de USAAF de Toryu aan het Smithsonian Institution in juni 1946. De romp is momenteel te zien in het Steven F. Udar-Hazy Center.

## Fotogalerij

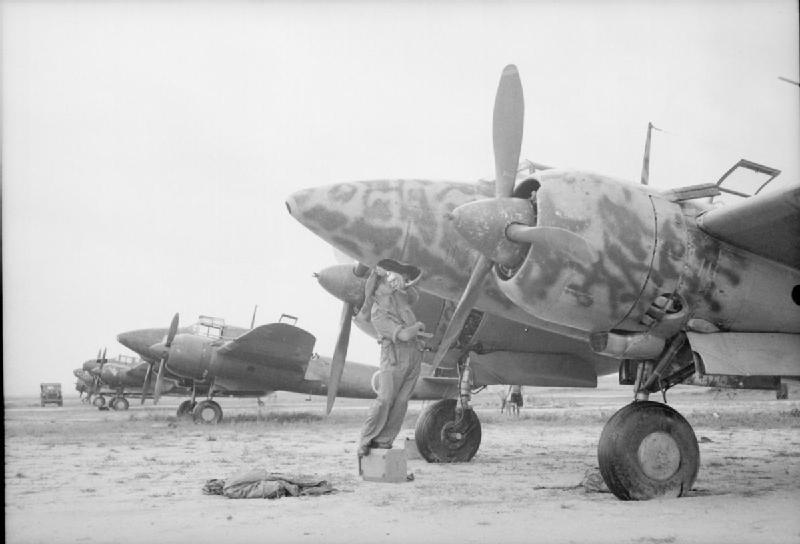
Ki-45 van de 71 Dokuritsu Hiko Chutai. Achtergelaten op Kallang Airport, Singapore in september 1945
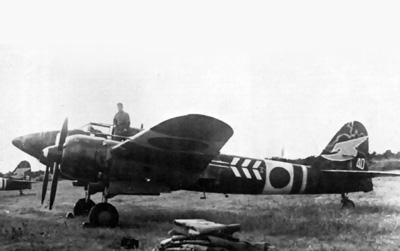
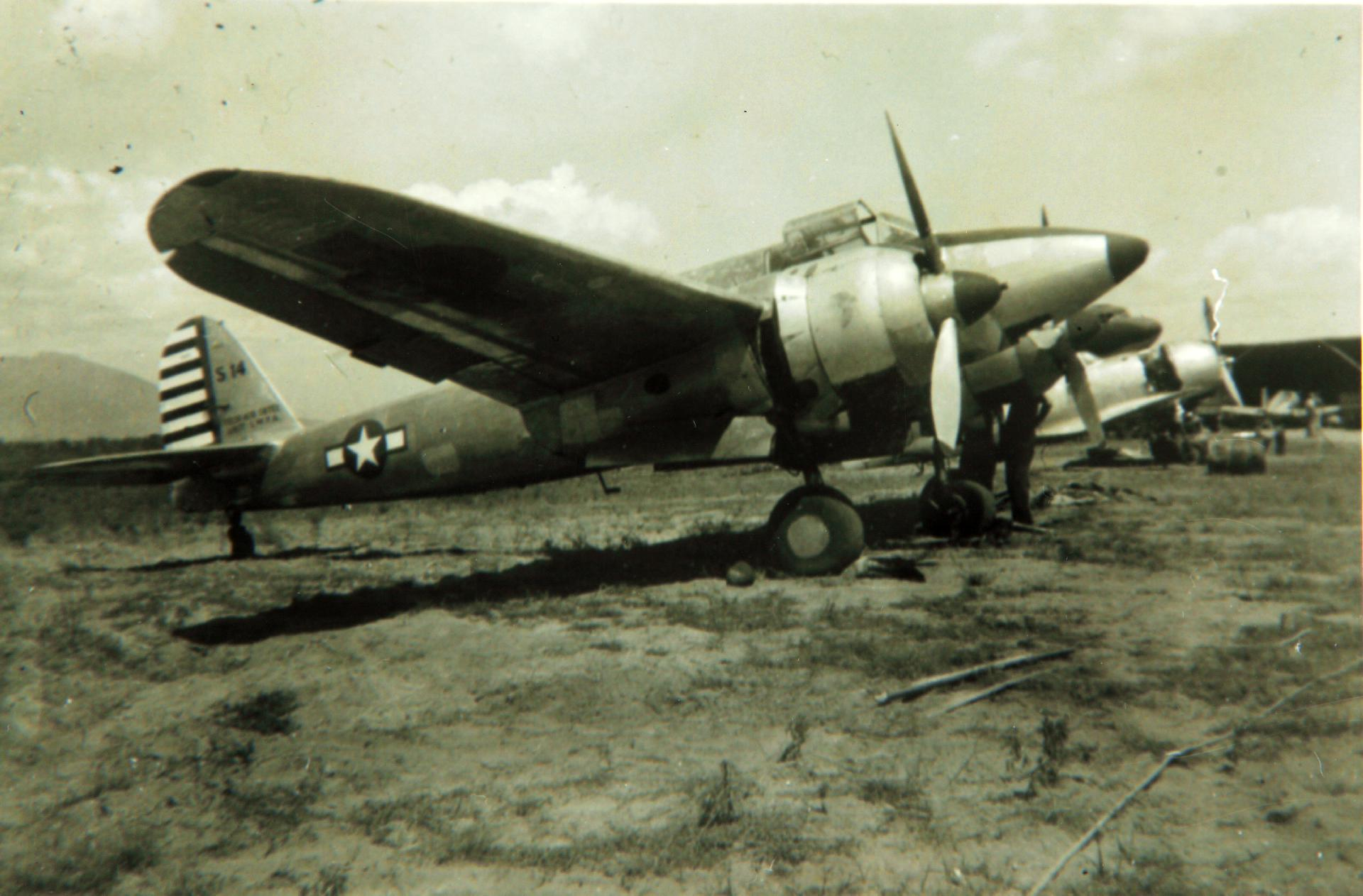
Ki-45 in geallieerde handen na de oorlog